# Església de Santa Margalida de Crestatx
L'Església de Santa Margalida de Crestatx és una església de Mallorca d'origen medieval situada dins el terme de la Pobla. La llegenda situa el primer poblament de l'actual municipi a Crestatx, entorn de l'església, però en realitat no fou mai parròquia, i fou sufragània primer de Sant Miquel de Campanet i després de Sant Antoni d'Uialfàs, la parròquia de la Pobla.
El dimarts després de Pasqua s'hi celebra un Pancaritat.

## Història
La primera referència de l'església és de 1285, cosa que comporta que és anterior a aquesta data. Es tracta, per tant, d'una església de repoblament. A despit de la llegenda que situa els orígens de la Pobla a Crestatx, des d’època cristiana no és té constància de cap nucli urbà entorn de l'església. Emperò, és plausible que s'edifiques en un indret poblat prèviament, com demostren les troballes islàmiques, romanes i prehistòriques. Així doncs, es tractà d'una església rural, sufragània de Sant Miquel de Campanet, quan encara no existia l'església de Sant Antoni d'Uialfàs ni tampoc un terme propi (el segle xiii, tota l'illa depenia de la mateixa Universitat). Arran de les Ordinacions de Jaume II el 1300, es creà una nova vila amb parròquia pròpia a la contrada, però no entorn de Crestatx ans a Uialfàs, que fou la Pobla d'Uialfàs, entorn de la nova església de Sant Antoni, i Santa Margalida n'esdevengué sufragània.
Originàriament tenia la tipologia d'església de repoblament, amb nau única de planta rectangular coberta amb un enteixinat de fusta sostengut per arcs diafragmàtics apuntats i coberta de teules. De la primitiva església gòtica, però, no en resta més que tal vegada part de l'estructura, per mor de les reformes que ha patit al llarg dels anys. Primer se substituí la coberta original per una volta de canó (1770), i posteriorment s'hi dugué a terme una reforma (1895-1906) segons projecte de Miquel Alcover que comportà l'ampliació de la nau, que esdevengué més alta i més llarga, i la creació d'un un nou frontis neoromànic. L'aspecte actual de l'església és producte d'aquesta reforma.
Sobre escultures medievals hi ha dues escultures gòtiques: un Santcrist situat a la sagristia, i la imatge de santa Margarida, del segle xvi, atribuïda a Gabriel Mòger, situada al centre d'un retaule, a la qual es puja a través d'un cambril.

## Com arribar-hi
A la rotonda de la Ronda Nord de la Pobla, cal agafar la Ma-3420 en direcció a Pollença. A 3,5 km, passada la carretera d'Inca, al costat dret es troba l'església, a l'altra banda de la urbanització.